# جنبش چریکی ایران پس از کودتای ۲۸ مرداد
به دنبال کودتای ۲۸ مرداد ۱۳۳۲ و سرکوب ۱۵ خرداد ۱۳۴۲ که به تحکیم رژیم پهلوی انجامید، اندیشه مبارزه مسلحانه در میان نیروهای مبارز، اعم از مذهبی و مارکسیست، بالا گرفت. هر دو جناح با تکیه بر پیشینه و ذهنیت تاریخی خود با این رویکرد کنار آمدند و از این رو سعی کردند با اتکا بر تجربیات پیشین، در مواجهه با سرکوب و انقیاد در داخل کشور، به مبارزه مسلحانه و خشونت به عنوان تنها راه مقابله با حکومت شاهنشاهی روی آورند. یرواند آبراهامیان، در کتاب ایران بین دو انقلاب، شمار مجموع کشته‌شدگان جنبش چریکی را از سال ۱۳۴۹ تا بهمن ۱۳۵۷ را ۳۴۱ نفر ذکر کرده‌است. این آمار، دربرگیرنده  همه کسانی که است که در جریان درگیری‌ها، اعدام‌ها، خودکشی‌ها و شکنجه‌ها جان خود را از دست داده‌اند.
در واقع علل اصلی این جنبش عبارت بود از:
- سرخوردگی از مبارزات سیاسی و محافظه‌کارانه گذشته
- شدت یافتن جو اختناق و دیکتاتوری از سوی رژیم سلطنتی پهلوی
- تأثیر شدید پیروزی جنبش‌های رهایی بخش در کوبا و الجزایر و تشدید جنگ ویتنام

## گروه‌های چریکی در ایران (پیش از انقلاب ۱۳۵۷)
- سازمان چریک‌های فدایی خلق ایران
- سازمان مجاهدین خلق ایران (مجاهدین مسلمان)
- سازمان پیکار در راه آزادی طبقه کارگر (مجاهدین مارکسیست)
- هسته‌های مخفی و کوچک مارکسیستی چون گروه فلسطین، گروه آرمان خلق
- گروه‌های کوچک اسلامی مانند گروه الفجر، گروه ابوذر، گروه شیعیان راستین و گروه الله اکبر

در بحث پیرامون جنبش چریکی، سه سازمان هم از لحاظ کمّی و هم از حیث کیفی برجسته تر از سایرین‌اند. گروه‌های کوچک دیگری هم فعال بودند ولی مشخصا این سه گروه بودند که نفش مسلط را ایفا کردند. گروه‌های یاد شده عبارت بودند از: سازمان چریک‌های فدایی خلق ایران، سازمان مجاهدین خلق ایران، و سازمان مجاهدین مارکسیست (بعدها سازمان پیکار در راه آزادی طبقه کارگر).

## مبارزه مسلحانه
جنبش چریکی با اعلام خود سه گروه را مخاطب قرار داد. نخست، این امکان را فراهم آورد که مردم یا خلق (واژه مورد علاقه‌شان) بدانند که واقعیت همان چیزی نیست که شاه جلوه می‌دهد و مخالفت با حکمرانی شاه، نه تنها متوقف نشده، بلکه تجدید قوا نیز کرده‌است؛ دومین مخاطب، رژیم شاه بود و این که ثبات و آرامش مورد ادعایش چیزی جز فریب نیست؛ سومین مخاطب، نسل پیشین ملی گرایان، اسلام گرایان و مارکسیست‌های معتقد به روش قدیمی اپوزیسیون صرف بودند. جنبش چریکی به آنان نهیب می‌زد که مرحله جدید و خشونت باری آغاز شده‌است، تنها به این دلیل که رژیم شاه راه دیگری را باقی نگذاشته که فعالان سیاسی در پیش گیرند.
مدت‌ها پیش از آغاز جنبش چریکی در ۱۳۴۹، توسل به خشونت جزئی از سیاستگذاری ایرانیان بوده‌است. پیش از دهه ۱۳۵۰، بسیاری از گروه‌های سیاسی روش‌های خشونت آمیز را برای پیشبرد اهداف خود به کار بستند. (از جمله سازمان نظامی حزب توده ایران و فعالیت فداییان اسلام و هیأت موتلفه اسلامی). با همه این احوال، بهره‌گیری از ابزار خشونت برای اهداف سیاسی در همه موارد مذکور، تصادفی، در هم ریخته و بی نظم بود و به نوعی حرکتی تاکتیکی به‌شمار می‌آمد تا حرکتی راهبردی. هدف چریک‌ها هدایت عملیات خشونت بار ساده، منفرد و منجر به لو رفتن به دست ساواک و تحمل تلفات احتمالی نبود. سایر تجربه‌ها در دهه ۱۳۴۰ بیهودگی چنین عملیاتی را نشان داده بود. این حقیقت که فعالیت سیاسی آشکار یا زیرزمینی ناممکن به نظر می‌رسید. ، لزوم یافتن راه حلی مبرم را دوچندان می‌کرد. هدف، وارد آوردن ضربه از نقطه صفر و تداوم جنبش در شرایط سرکوب شدید بود. استفاده جنبش چریکی از خشونت، قویاً از توسعه جنبش آزادی‌خواهی بین‌المللی و نیز تحولات سیاسی – اجتماعی ایران متأ ثر بود. از این رو، برای تفکیک موارد به‌کارگیری خشونت توسط جنبش‌های چریکی و خشونتی که پیشتر جاری بود، از عبارت «مبارزه مسلحانه» بهره می‌گیریم.
مبارزه مسلحانه به چند منظور به کار گرفته شد.
- دفاع از خود در برابر نیروهای امنیتی رژیم
- در قالبی تهاجمی برای ایجاد و تثبیت سازمان زیرزمینی پیشرو
- به عنوان ابزاری تبلیغاتی برای اعلام وجود سازمان و جذب نیرو از آن
- به عنوان وسیله‌ای برای تنبیه رژیم به جرم بدرفتاری با بخش‌های گوناگون جامعه خاصه کارگران
- کسب حمایت در کنش‌های نافرمانی مدنی
- ایجاد ارتش مردمی به منظور سرنگونی رژیم در یک انقلاب موفق

## انتقاد به مشی چریکی
منتقدان جنبش چریکی (حزب توده و اسلام گرایان) نقد خود را از زاویه‌های گوناگون ابراز کرده‌اند.
- انتقاد از سوی حزب توده که مخاطب اصلی آن سازمان فداییان بود. نکته اصلی انتقاد حزب توده آن بود که نظریات فداییان پیرامون مبارزه مسلحانه، با مارکسیسم – لنینیسم بیگانه‌است. حزب توده استدلال می‌کرد که تنها زمانی فعالیت مسلحانه در تاکتیک‌های سازمانی اهمیت می‌یابد که شرایط عینی انقلاب به وجود آمده باشد. از نظر حزب، در نبود این شرایط، فعالیت مسلحانه آن گونه که فداییان برنامه‌ریزی می‌کردند نادرست بود.
- جنبه دیگر انتقاد به مشی چریکی، از سوی اسلام گرایان بود. اسلام گرایان تحت رهبری روحانیان که آیت‌الله خمینی را حمایت کردند با چریک‌های مارکسیست دشمن بودند اما در ابتدا از چریک‌های مسلمان (سازمان مجاهدین خلق) حمایت می‌کردند. رابطه بین این دو گروه نیز در طول دهه ۱۳۵۰ پیوسته رو به وخامت نهاد. علل این موضوع برداشت آزاد مجاهدین از مارکسیسم، نگاه آن به اسلام انقلابی بدون توجه به رهبری روحانیت و تاکیدش بر فعالیت مسلحانه به عنوان تنها راه پیروزی بود.

## میراث جنبش چریکی
یرواند آبراهامیان در کتاب ایران بین دو انقلاب، تعداد چریک‌هایِ زن کشته‌شده در جریان ۸ سال مبارزه چریکی در ایران را ۳۹ نفر دانسته است.
جنبش چریکی در وهله اول و بیش از همه پاسخ یک نسل بود به سرکوب و حکمرانی مستبدانه شاه. جنبش به وضوح جنبه‌ای قهرمانانه و رمانتیک داشت که در مقاطعی حتی باعث خلق اسطوره نیز شد. اهمیت جنبش در ارائه بدیل انقلابی توسط آن یا ناتوانی آن در رسیدن به هدف غایی خود (دستیابی به قدرت دولتی) نیست. در هر دو مورد جنبش شکست خورد. جنبش، نقش محوری در غلبه بر جوّ ناامیدی داشت که پس از تثبیت قدرت شاه در سال ۱۳۴۲ به وجود آمده بود. گذشته از این، چریک‌ها موفق شدند روحیه جنبش ضد شاه را که بر حرکت انقلابی منجر به سقوط وی در ۱۳۵۷ تأثیر گذاشت، تقویت کنند. در تحلیل نهایی، به دلیل وجود چریک‌ها، رژیم سلطنتی شاه هرگز نتوانست ادعا کند که بر کشور کنترل کامل دارد.
شاید مهم‌ترین بخش میراث جنبش چریکی تعریف دوباره سیاست‌های چپ رادیکال در دوره پس از انقلاب است. پس از سال ۵۷، سازمان‌های چریکی مهم‌ترین چالش را برای جمهوری اسلامی نوپا به وجود آوردند. با اینکه سرانجام همه آن‌ها شکست خوردند، انرژی و زمان زیادی صرف مبارزه با این گروه‌های رادیکال شد. در حقیقت بسیار مشکل است تصور کنیم که در صورت نبود جنبش‌های چریکی در دهه ۱۳۵۰، گروه‌های سیاسی چپ رادیکال چگونه می‌توانستند چالشی جدی برای جمهوری اسلامی پدید آورند. مارکسیست‌های پس از انقلاب که تاریخشان با جنبش چریکی دهه ۱۳۵۰ پیوند خورده‌است، به ویژه فداییان، به سرعت به سازمان‌هایی توده‌ای مردمی تبدیل شدند که رهبری جدید اسلامی به آن‌ها به عنوان خطری جدی نگاه می‌کرد.
در بین اسلام‌گرایان، جز مجاهدین و شاخه رادیکال اسلامی اش، تنها مفسران انقلابی، اسلام‌گرایان تحت رهبری علما بودند. افزون بر این، محبوبیت مجاهدین خلق که خیلی زود به چالش اصلی جمهوری اسلامی تبدیل شد، مبتنی بر سابقه رادیکال آن در دهه ۱۳۵۰ بود.